# 月千古輝/零
「月千古輝／零」（つきせんこにかがやく/ぜろ）は、PENICILLINの24枚目のシングル。2006年3月15日にavex traxよりリリースされた。

## 概要
- シングルとしては、今回初めて千聖が作詞を担当した。
- CD+DVDの初回限定版A、CD+DVDの初回限定版B、初回出荷の通常版、通常版の4種類。
- 「月千古輝」のPVは、後に発売されたシングル「hyper chord」の初回限定版A、Bに附属のDVDに収録されている。
- 「零」はアルバム未収録曲。

## タイアップ
- 月千古輝

テレビ朝日系『完売劇場』エンディングテーマ

## 収録曲

### 通常版
1. 月千古輝
  - 作詞：千聖VIVIVI／作曲：PENICILLIN／編曲：PENICILLIN、YOSHIHARU SHIGEMORI
2. 零
  - 作詞：HAKUEI／作曲：PENICILLIN／編曲：PENICILLIN、YOSHIHARU SHIGEMORI
3. 月千古輝(inst)
4. 零(inst)

### DVD付

#### CD
1. 月千古輝
2. 零
3. 月千古輝(inst)
4. 零(inst)

#### DVD-初回限定版A
1. ハカナ <PV>
2. スペシャル映像A

#### DVD-初回限定版B
1. ハカナ <PV>
2. スペシャル映像B